# 1889 год в истории железнодорожного транспорта
1889 год в истории железнодорожного транспорта

## События
- В Германии Э. В. Сименс построил трамвайную линию, по которой от Берлина до Лихтерфельде курсировал вагон с электрическим приводом.[1]
- В России под Петербургом в Гатчине инженер И. В. Романов построил первую в России электрическую железную дорогу длиной 200 метров.[1]
- В России на железнодорожной сети начала действовать система передачи вагонов между дорогами на основании «Общего соглашения о взаимном пользовании товарными вагонами».[1]
- В России проведена первая глазомерная съёмка трассы будущей Байкало-Амурской железной дороги под руководством Н. А. Волошинова и Л. И. Прохаско.[1]
- В 1889 году в Париже (Франция) прошёл III Международный железнодорожный конгресс.

## Персоны

### Скончались
- 29 марта — Герман Егорович Паукер, военный инженер, генерал-лейтенант, известный строитель, министр путей сообщения с 7 ноября 1888 года.
- Павел Николаевич Басов — генерал-майор, начальник Закаспийской железной дороги.